# راب استوارت (بازیگر)
راب استوارت (به انگلیسی: Rob Stewart) (زاده ۲۳ ژوئیه ۱۹۶۱) بازیگر کانادایی متولد تورنتو، انتاریو است که بیشتر برای ایفای نقش در مجموعه‌‌های نیکیتا و کیل‌جویز شناخته‌می‌شود.

## فیلم‌شناسی
- آلفرد هیچکاک تقدیم می‌کند (۱۹۸۶)
- بلعیدن (۲۰۰۵)
- جین تسکین‌یافته (۲۰۰۷)
- باغ جادوگر خوب (۲۰۰۹)
- مسجد کوچکی در مرغزار (۲۰۱۰)
- نیکیتا (۲۰۱۲–۲۰۱۰)
- مزرعه قلب‌ها (۲۰۱۲)
- دیو و دلبر (۲۰۱۳–۲۰۱۲)
- دفاینس (۲۰۱۳)
- سوتس (۲۰۱۳)
- حکومت (۲۰۱۵)
- ماده تاریک (۲۰۱۵)
- کیل‌جویز (۲۰۱۹–۲۰۱۵)
- شتز کریک (۲۰۱۸)
- بازمانده برگزیده (۲۰۱۹)